# Miguel A. Suárez Fernández
Miguel Ángel Suárez Fernández (Placetas, 5 de julio de 1902 – Estados Unidos, 1968) fue un abogado y político cubano, ministro de Estado de Cuba durante un breve período, en 1951.

## Biografía
Era hijo de Miguel Ángel Suárez Gutiérrez, quien fue senador por la provincia de Las Villas y había sido secretario de Comercio durante la presidencia de Carlos Mendieta.
Se graduó del Colegio de Belén en 1920 y, posteriormente, de la Facultad de Leyes de la Universidad de La Habana. Trabajó en el Registro de Propiedades de Guanabacoa. Posteriormente, fue miembro de la Cámara de Representantes de Cuba y senador por la provincia de Las Villas. Fungió como presidente del Senado de Cuba desde 1945 hasta 1950. Fue uno de los signatarios de la Constitución cubana de 1940.
Luego de que Fidel Castro derrocó la dictadura del general Fulgencio Batista en 1959, Suárez marchó al exilio. Primero hizo estancia en Venezuela y después se trasladó a Puerto Rico. Finalmente, se estableció en Miami. Falleció en los Estados Unidos en 1968. 
| Predecesor: Ernesto Dihigo y López Trigo | Ministro de Estado de Cuba 1951 | Sucesor: Óscar Gans |